# Uspénskoie (Krasnodar)
Uspénskoie - Успенское (rus) és un poble del krai de Krasnodar, a Rússia. Es troba a la vora esquerra del riu Kuban. És a 190 km a l'est de Krasnodar.
Pertanyen a aquest poble els khútors de Beletski, Lok, Podkovski, Ukraïnski i Uspenski, i el possiólok de Mitxúrinski.

## Història
La vila fou fundada el 1864 per disset famílies procedents de Pogorievka, a la gubèrnia de Iekaterinoslav. El 21 d'octubre del 1867 era registrada ja com a municipi, que fou anomenat Uspénskoie en homenatge a la festivitat de l'Assumpció de la Mare de Déu. El 2 de juny del 1924 la població fou designada centre de raion. Entre el 1928 i el 1934 el raion fou dissolt i el territori s'uní al d'Armavir. De començaments de la dècada 1960 a 1975 el raion passà a formar part del raion de Novokubansk.

## Composició
- Beletski - Белецкий (rus) - és un khútor del krai de Krasnodar, a Rússia. Es troba a la vora del riu Bolxaia Kozma, afluent per l'esquerra del riu Kuban. És a 6 km al sud-est d'Uspénskoie i a 198 km a l'est de Krasnodar. Pertany al poble d'Uspénskoie.
- Lok - Лок (rus) - és un khútor del krai de Krasnodar, a Rússia. Es troba a la vora del riu Bolxaia Kozma, afluent per l'esquerra del riu Kuban. És a 14 km al sud-est d'Uspénskoie i a 202 km a l'est de Krasnodar. Pertany al poble d'Uspénskoie.
- Podkovski - Подковский (rus) - és un khútor del krai de Krasnodar, a Rússia. Es troba a les terres prop del riu Kuban. És a 12 km al sud-est d'Uspénskoie i a 200 km a l'est de Krasnodar. Pertany al poble d'Uspénskoie.
- Ukraïnski - Украинский (rus) - és un khútor del krai de Krasnodar, a Rússia. Es troba a la vora del riu Betxug, afluent per l'esquerra del riu Kuban. És a 5 km al sud d'Uspénskoie i a 188 km a l'est de Krasnodar. Pertany al poble d'Uspénskoie.
- Uspenski - Успенский (rus) - és un khútor del krai de Krasnodar, a Rússia. Es troba a les terres prop del riu Kuban. És a 12 km al sud-est d'Uspénskoie i a 200 km a l'est de Krasnodar. Pertany al poble d'Uspénskoie.
- Mitxúrinski - Мичуринский (rus) és un possiólok del krai de Krasnodar, a Rússia. Es troba a la vora del riu Bolxaia Kozma, afluent per l'esquerra del riu Kuban. És a 9 km al sud-est d'Uspénskoie i a 200 km a l'est de Krasnodar. Pertany al poble d'Uspénskoie.